# Ланкова вулиця
Ланкова́ ву́лиця — зникла вулиця, що існувала в Московському районі, нині Голосіївському районі міста Києва, місцевість Феофанія. Пролягала від вулиці Академіка Заболотного до вулиці Івана Сірка.
Прилучалася вулиця Селекціонерів.

## Історія
Вулиця виникла в 50-х роках XX століття під назвою Нова, назву Ланкова набула 1958 року. 
Ліквідована в 1980-х роках. Фактично перший квартал вулиці (між вулицями Академіка Заболотного та Планетною) існує як проїзд без назви, а решта увійшла до складу Планетної вулиці.